# Kadathippur, Dod Ballapur
Kadathippur là một làng thuộc tehsil Dod Ballapur, huyện Bangalore Rural, bang Karnataka, Ấn Độ.